# سدیم پربورات
سدیم پربورات (به انگلیسی: Sodium perborate) با فرمول شیمیایی NaBO۳·nH۲O یک ترکیب شیمیایی با شناسه پاب‌کم ۵۴۶۰۵۱۴ است. که جرم مولی آن ۹۹٫۸۱۵ g/mol می‌باشد. شکل ظاهری این ترکیب، پودر سفید و بدون بواست.دارای کاربرد های تجاری است.در صنعت تولید پودر های شوینده کاربرد دارد.پربورات نقش  سفیدکننده و پاک کنندگی در پودر های لباسشویی دارد.
کاربرد های سدیم پربورات:
پربورات نوعی اکسیژن فعال است که برای سفید کردن،تمییز کردن لباس ها در پودر های شوینده استفاده میشود.اما کاربرد آن فقط محدود به صنعت شوینده نیست و در تولید برخی داروها،خمیردندان،لوازم آرایشی،قطره های چشمی و اشک مصنوعی و... کاربرد دارد.